# 荒河かしの木台駅
荒河かしの木台駅（あらがかしのきだいえき）は、京都府福知山市にあるWILLER TRAINS（京都丹後鉄道）宮福線の駅である。駅番号はF3。
福知山市鉄道利用増進協議会による駅の愛称は「かしの木駅」。

## 歴史
- 1988年（昭和63年）7月16日：宮福鉄道（現・北近畿タンゴ鉄道）宮福線開業と同時に設置[1]。
- 2015年（平成27年）4月1日：WILLER TRAINSへの移管により、京都丹後鉄道宮福線の駅となる。

## 駅構造
相対式ホーム2面2線を持ち、列車交換が可能な無人駅である。地上駅であるが、ホームは盛土上にある。駅舎は無く、東側から盛土の下の地下道に入り、直接階段でホームへ上ることになる。ホーム上に待合室がある。
当駅の福知山方に宮福線の車庫である福知山運転所（旧・福知山運転支区）があり、ここまでの列車も設定されたことがあったが、2007年3月改正で設定が無くなった。ただし、現在も入出庫のため、福知山駅 - 当駅間の回送列車が設定されている。
福知山駅からこの駅まで西日本旅客鉄道（JR西日本）山陰本線が並行するが、山陰本線上に当駅に対応する駅はない。
また駅周辺や構内にトイレはない。

### のりば
| のりば | 路線    | 方向 | 行先             |
| ------ | ------- | ---- | ---------------- |
| 1      | ■宮福線 | 下り | 宮津・天橋立方面 |
| 2      | ■宮福線 | 上り | 福知山方面       |

- 車庫に繋がっているのは2番線のみであるため、送り込み・送り出し回送列車は両方向とも2番線に発着することになっている。なお、一線スルーにはなっていない。

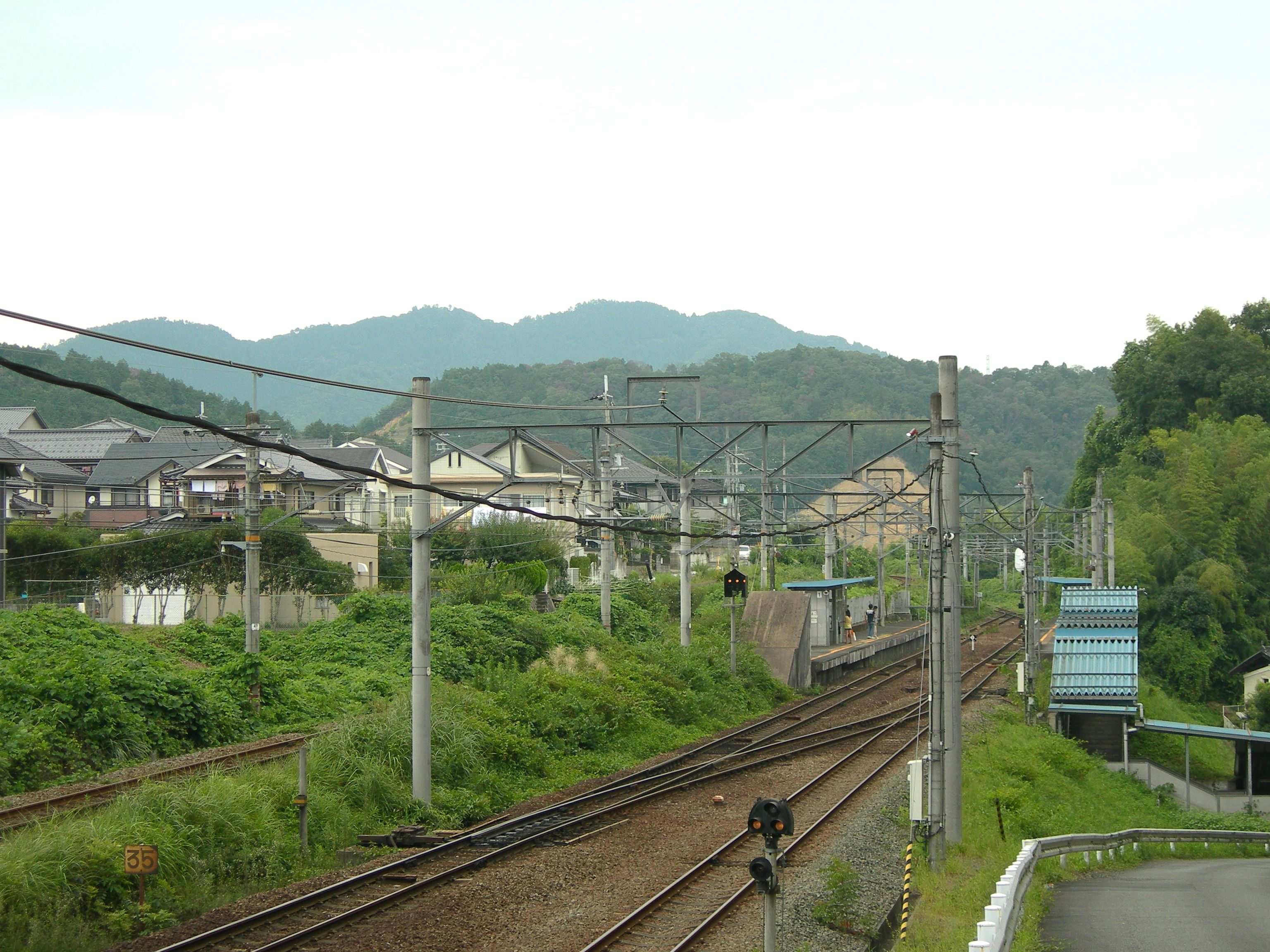
ホーム遠景、左端が山陰本線
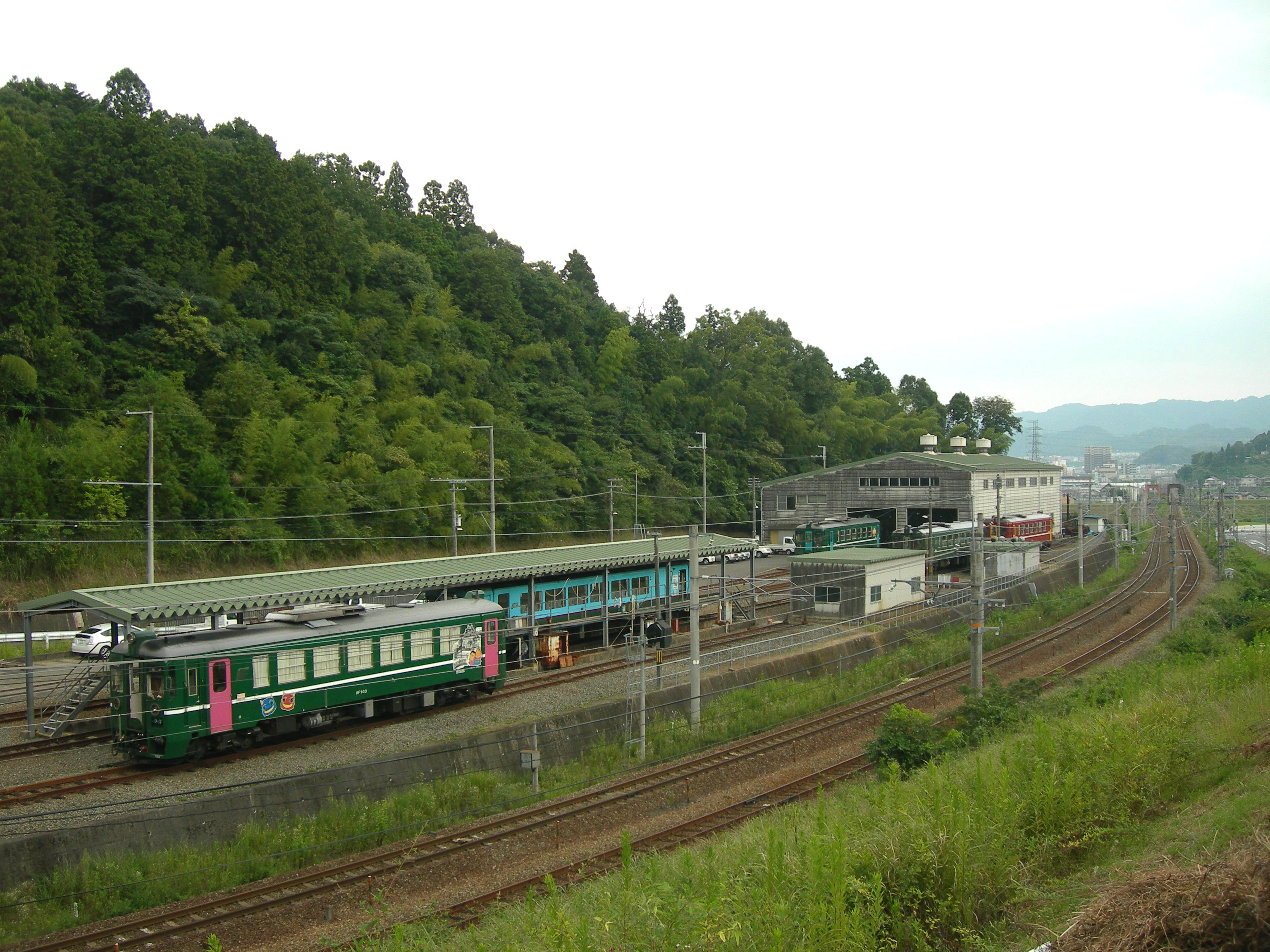
福知山運転支区（2009年8月）

## 利用状況
付近に新興住宅地があるが、駅の利用者は極めて少ない。
1日の平均乗車人員は以下の通りである。
| 乗車人員推移 | 乗車人員推移 |
| 年度         | 1日平均人数  |
| ------------ | ------------ |
| 1999         | 79           |
| 2000         | 55           |
| 2001         | 44           |
| 2002         | 22           |
| 2003         | 16           |
| 2004         | 16           |
| 2005         | 16           |
| 2006         | 27           |
| 2007         | 19           |
| 2008         | 21           |
| 2009         | 19           |
| 2010         | 19           |
| 2011         | 36           |
| 2012         | 50           |
| 2013         | 41           |
| 2014         | 36           |
| 2015         | 33           |
| 2016         | 26           |
| 2017         | 27           |
| 2018         | 27           |

## 駅周辺
駅の西に新興住宅地である「かしの木台」、及びイオン福知山店がある。東側はおおむね下荒河地区（その福知山方が上荒河地区）である。
- MEGAドン・キホーテ 福知山店

## 隣の駅
WILLER TRAINS（京都丹後鉄道）
■宮福線
快速「大江山」「丹後あおまつ」停車駅
福知山市民病院口駅 (F2) - 荒河かしの木台駅 (F3) - 牧駅 (F4)